# Кальциборит
Кальциборит — минерал класса боратов, химическая формула CaB2O4. Открыт в Советском Союзе в 1955 году. Встречается в известково-скарновых месторождениях совместно с другими водными кальциевыми боратами.

## История
Впервые найден Петровой Еленой Николаевной в 1955 году в керне скважины на Новофроловском Cu-месторождении, Турьинская группа, г. Краснотурьинск, Северный Урал. Было установлено, что гнёзда, состоящие из кальциборита, кальцита и доломита с небольшими количествами граната, магнетита и пироксена, находятся на контакте известняка с кварцевым диоритом.